# Mikaela Wulff
Mikaela Wulff (Helsinque, 24 de abril de 1990) é uma velejadora finlandesa. 

## Carreira
Mikaela Wulff é medalhista olímpica nos jogos de Londres 2012, com a medalha de bronze na classe Elliott 6m.